# Медоу Лејкс (Аљаска)
Медоу Лејкс (енгл. Meadow Lakes) насељено је место без административног статуса у америчкој савезној држави Аљаска.

## Демографија
По попису из 2010. године број становника је 7.570, што је 2.751 (57,1%) становника више него 2000. године.
| Група             | 2000.         | 2010.         |
| Белци             | 4.153 (86,2%) | 6.305 (83,3%) |
| Афроамериканци    | 26 (0,5%)     | 51 (0,7%)     |
| Азијати           | 29 (0,6%)     | 78 (1,0%)     |
| Хиспаноамериканци | 145 (3,0%)    | 258 (3,4%)    |
| Укупно            | 4.819         | 7.570         |